# John Scott Russell
John Scott Russell (Glasgow, 9 maggio 1808 – Isola di Wight, 8 giugno 1882) è stato un ingegnere navale scozzese.
A lui si deve la costruzione del piroscafo Great Eastern in collaborazione con Isambard Kingdom Brunel. È stato lo scopritore del fenomeno che ha dato l'avvio allo studio del solitone.

## Primi anni
John Scott Russell è nato John Russell il 9 maggio 1808 da David Russell e Agnes Clark Scott. I suoi studi si svolsero prima all'Università di St. Andrews per proseguire presso l'Università di Glasgow. Fu proprio durante la frequenza a Glasgow che John Russell decise di aggiungere a quello del padre (Russell) anche il cognome della madre (Scott). Egli si diplomò presso la Università di Glasgow all'età di 17 anni per po trasferirsi alla Università di Edimburgo dove insegnò matematica.
Nel 1832, alla morte del fisico Sir John Leslie, professore di filosofia della natura presso l'Università di Edimburgo, Scott Russell, benché avesse solo 24 anni, per la sua competenza nel campo delle scienze naturali ebbe una nomina temporanea per coprire il posto vacante in attesa della nomina di un nuovo professore ordinario.

## Sperimentazioni di fisica

### Onda di traslazione
Nel 1834, mentre conduceva degli esperimenti per determinare la struttura più efficiente per le barche del canale, egli scoprì un fenomeno che descrisse come onda di traslazione. Nella fluidodinamica quest'onda è detta onda solitaria di Scott Russell o solitone. La scoperta viene qui riportata con le sue stesse parole:
Stavo osservando il moto di un battello che veniva trainato rapidamente lungo uno stretto canale da un paio di cavalli, quando il battello improvvisamente si fermò-non altrettanto fece la massa d'acqua del canale che esso aveva messo in moto; essa si accumulò attorno alla prua del battello in uno stato di violenta agitazione, dopo di che mosse in avanti con grande velocità, assumendo la forma di una grande solitaria elevazione, un cumulo d'acqua arrotondato e ben definito che continuò la sua corsa lungo il canale, apparentemente senza mutamento di forma o riduzione di velocità. La seguii a cavallo lungo la sponda del canale e la superai mentre stava ancora procedendo ad una velocità di otto o nove miglia all'ora [14 km/h], ancora conservando il suo aspetto originario di circa trenta piedi di lunghezza [9 m] e un piede o un piede e mezzo [30-45 cm] in altezza. La sua altezza diminuì gradualmente e dopo un inseguimento di un miglio o due (2-3 km) la persi nei meandri del canale. Questo, nel mese di agosto del 1834, fu il mio primo casuale incontro con quel fenomeno bello e singolare che ho chiamato "Onda di Traslazione".
Scott Russell dedicò del tempo a studiare questo tipo di onde, per questo costruì a casa sua delle cisterne in cui simulare il moto ondoso e prese nota di alcune proprietà fondamentali:
- L'onda è stabile e può percorrere notevoli distanze (le onde normali, invece, tenderebbero o ad appiattirsi oppure ad innalzarsi e frantumarsi).
- La velocità dipende dalle dimensioni dell'onda e la sua larghezza dipende dalla profondità dell'acqua.
- A differenza delle onde normali, questa onda non si fonde mai insieme ad altra-così una onda piccola è superata da una grande, piuttosto che unirsi.
- Se una onda è troppo grande a causa della profondità dell'acqua, essa si divide in due, una grande e una piccola.

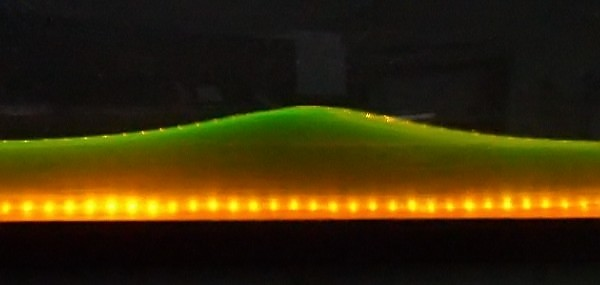
Un'onda solitaria osservata in laboratorio

Le sperimentazioni condotte da Scott Russell sembravano essere in contrasto con le teorie idrodinamiche di Isaac Newton e Daniel Bernoulli. Anche George Biddell Airy e George Stokes trovarono difficoltà ad accettare le osservazioni di Scott Russell perché non potevano essere spiegate con le teorie correnti. I contemporanei cercarono invano di includere gli esperimenti di Russell nelle teorie conosciute ma la spiegazione non sarebbe arrivata fino alla fine degli anni '70 del 1800.
Il suo saggio del 1844 è un classico ancora citato spesso in tutti lavori collegati alla teoria del solitone. "Report on Waves":(Relazione della quattordicesima riunione della British Association for Advancement of Science, York, September 1844, (London 1845), pp. 311–390, Plates XLVII-LVII).
Egli ha pubblicato due volumi:
1. J. Russell, The Modern System of Naval Architecture (London, 1865).
2. J. Russell, The Wave of Translation in the Oceans of Water, Air and Ether (London, 1885).
Il secondo volume fu probabilmente pubblicato postumo nel 1882.
Nel 1876, Lord Rayleigh pubblicò un saggio nel Philosophical Magazine per sostenere con la sua teoria matematica le osservazioni sperimentali di John Scott Russell. In questo saggio Lord Rayleigh riconobbe che il sostegno matematico alle osservazioni di Russell era venuto già nel 1871 da parte di Joseph Boussinesq che menzionò Scott Russell nel suo saggio. Pertanto le osservazioni di Scott Russell sul solitone furono accolte come vere da alcuni eminenti scienziati mentre egli era in vita.
Diederik Korteweg e Gustav de Vries non menzionarono mai John Scott Russell nei loro lavori del 1895 tuttavia lo fecero di riflesso citando il saggio del 1871 di Boussinesq e quello di Lord Rayleigh del 1876. Anche se il saggio di Korteweg e de Vries del 1895 non è stato la prima trattazione teorica di questo argomento, è stato comunque un'importante pietra miliare nella storia dello sviluppo della teoria del solitone.
Si è dovuto attendere l'era informatica con i moderni calcolatori per capire a pieno l'importanza della scoperta di Scott Russell per la fisica, l'elettronica, la biologia ed in particolare le fibre ottiche con conseguente consolidamento della moderna teoria generale dei solitoni.

### Effetto doppler
Scott Russell fece una delle prime osservazioni sperimentali dell'effetto Doppler. Christian Doppler pubblicò la sua teoria nel 1842.

## Costruttore di navi

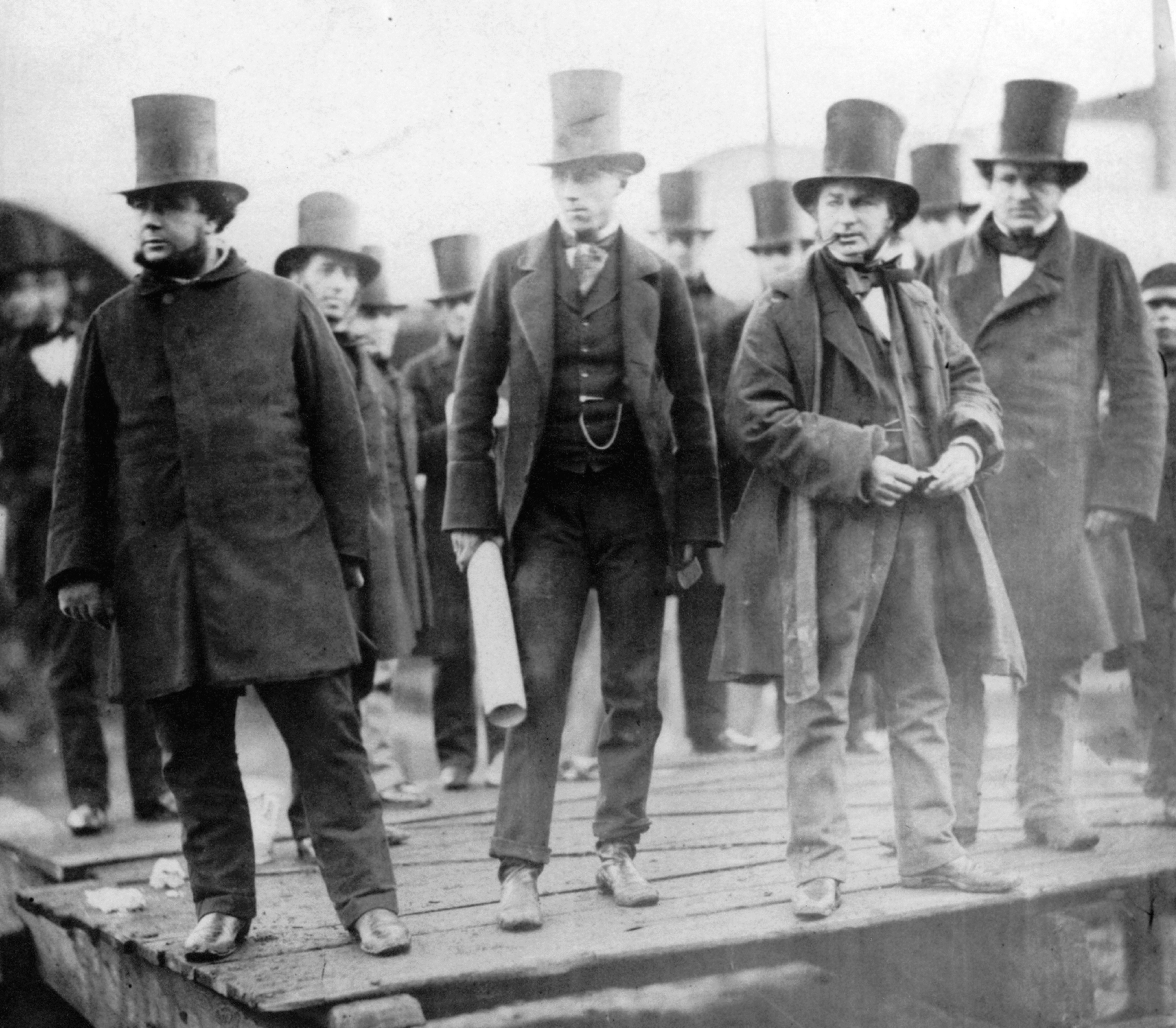
Brunel (a destra, col sigaro fra le labbra) al varo della SS Great Eastern con John Scott Russell (a sinistra) e Lord Derby (al centro).

Nel 1844, Scott Russell si trasferì a Londra ed organizzò la Royal Commission per l'Esposizione del 1851. Egli lavorò alla progettazione di yacht, barche, chiatte e navi, dirigendo la società di cantieristica "J. Scott Russell & Co.".
Scott Russell era tenuto in gran considerazione da Isambard Kingdom Brunel che lo associò nel suo progetto di costruzione della SS Great Eastern. Ai suoi tempi, questa nave fu il più grande oggetto mobile che l'uomo avesse mai costruito. Siccome doveva essere costruita a terra, poiché non vi era un bacino di carenaggio abbastanza grande, bisognò allargare il cantiere di Millwall fino ad inglobare l'adiacente cantiere Napier. Il progetto fu afflitto da una serie di problemi—Scott Russell si trovava in difficoltà finanziarie e non era d'accordo con Brunel su una serie di aspetti circa il progetto e la costruzione della nave. La Great Eastern fu varata nel 1858.
L'ingegnere americano Alexander Lyman Holley divenne amico di Scott Russell e della sua famiglia durante le varie visite fatte a Londra durante la costruzione della Great Eastern. Holley ed il suo collega Zerah Colburn, erano a bordo della Great Eastern nel suo viaggio inaugurale da Southampton a New York nel giugno del 1860. Uno dei passeggeri in quel viaggio inaugurale fu Norman Scott Russell, figlio di John Scott Russell. Norman tenne un accurato diario del viaggio e nei suoi commenti si rivelano alcuni dei problemi che la nave e il suo equipaggio dovettero affrontare.

## Fortuna
L'importanza del lavoro di ricerca di Scott Russel fu sottovalutata dai suoi contemporanei. Nel necrologio, pubblicato in "Proceedings of Royal Society" (London), vol.34(1882-1883), pp. XV-XVII, la scoperta dell'onda solitaria non viene menzionata anche se si scrive che era persona molto dotata. Anche il libro su di lui, scritto da George Sinclair Emmerson, con il titolo di John Scott Russell: a great Victorian engineer and naval e architect, pubblicato nel 1977, dedica ben poca analisi alla scoperta dei solitoni. 
Le cose cambiano nel 2005, quando Olivier Darrigol ha pubblicato Worlds of Flow, in cui si ripercorre la storia dell'idrodinamica da prima di John Scott Russell e per molti anni successivi alla sua morte. All'interno di questo libro, Darrigol fornito un elenco completo dei documenti scritti da John Scott Russell e da altri scienziati sull'idrodinamica.
Nel 1995, all'acquedotto che porta l'Union Canal - il canale stesso dove Russell osservò per la prima volta l'onda di traslazione - oltre la circonvallazione di Edimburgo è stato dato il nome di Scott Russell Acqueduct in sua memoria.

## Pubblicazioni
- J. Scott Russell, Alex Scott, The Modern System of Naval Architecture, London, Day and son, 1864, ISBN.
- J. Scott Russell, Alex Scott, The Wave of Translation in the Oceans of Water, Air, and Ether, London, Trübner & Co., 1885, ISBN.